# Broadview (Illinois)
Broadview è un comune degli Stati Uniti d'America, situato in Illinois, nella contea di Cook.